# Frodo Pytlík
Frodo Pytlík je postava z fiktivního světa anglického spisovatele J. R. R. Tolkiena. Frodo je hlavním hrdinou Tolkienova nejznámějšího románu Pán prstenů. Vystupuje ve všech třech svazcích Pána prstenů, totiž ve Společenstvu Prstenu, Dvou věžích i Návratu krále. Zmínky o něm pak nalezneme i v Tolkienových Nedokončených příbězích či Silmarillionu.
Frodo patřící k rase hobitů se narodil 22. září 2968 Třetího věku. Po smrti svých rodičů bydlel se svým strýcem Bilbem Pytlíkem v Hobitíně ve Dně Pytle. Proslavil se tím, že nesl Jeden prsten, aby byl zničen v Hoře osudu. Proto bývá nazýván Ten, který nese Prsten nebo Devítiprstý .

## Role v příběhu

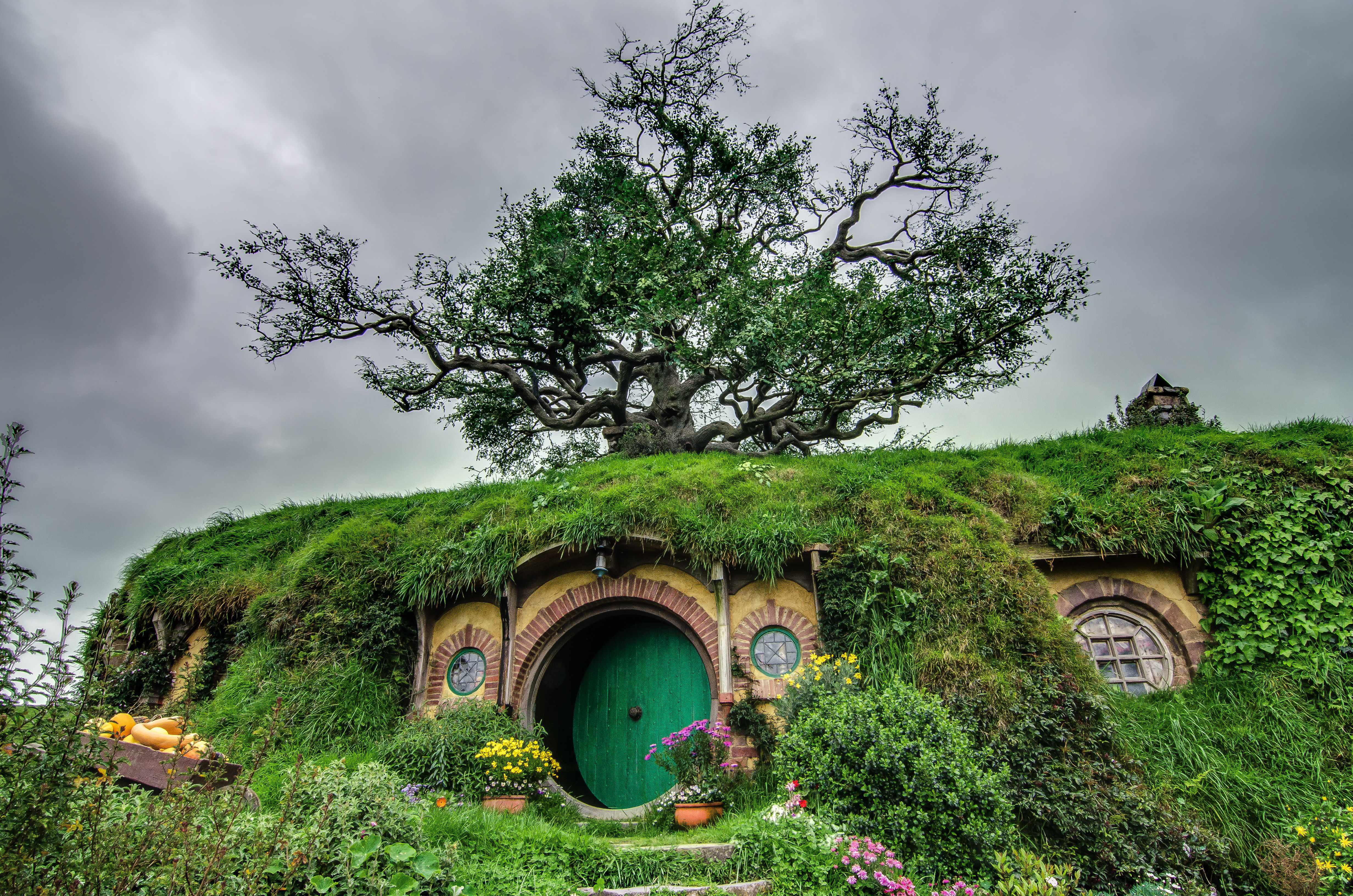
Dno pytle, domov Frodova strýčka Bilba

### Život v Kraji
Frodo Pytlík se narodil Drogu Pytlíkovi a Primuli Brandorádové 22. září 2968 Třetího věku. V roce 2980 Frodo o rodiče přišel, když se oba utopili na řece Brandyvíně. Na starost si jej poté vzali příbuzní jeho matky, avšak roku 2989 přešel Frodo do opatrovnictví svého příbuzného Bilba Pytlíka, který jej adoptoval jako svého dědice. Tehdy bylo Frodovi 21 let, přičemž hobiti docházejí dospělosti až v 33 letech.
Když bylo Bilbovi 111 let, přepadl ho neklid a rozhodl se ze svého domova, známeho jako Dno pytle, odejít. Jeho přítel čaroděj Gandalf z toho podezíral podivný Bilbův Prsten. Přesvědčil Bilba, aby Prsten stejně jako celé Dno pytle přenechal Frodovi, načež Bilbo odešel do Roklinky za elfy. Gandalf nařídil Frodovi Prsten uschovat a držet jej v tajnosti.
V následujících letech Gandalf Froda čas od času navštěvoval. Po více než devítileté prodlevě od svého posledního příjezdu do Kraje se pak v dubnu roku 3018 Gandalf k Frodovi opět vrátil a pověděl mu celý příběh o Prstenu a Sauronovi. Frodo poznal, že v Kraji dál zůstat nemůže a Gandalf mu poradil, aby společně se svým zahradníkem Samvědem Křepelkou odešel hledat bezpečí do Roklinky. Gandalf chtěl původně oba hobity doprovodit, ale nakonec se nejprve vydal pátrat po novinkách a k plánovanému dni jejich odjezdu se nevrátil.

### Útěk do Roklinky
Frodo předstíral, že se pouze stěhuje ze svého domova ve Dně pytle za svými příbuznými do Rádovska. Ve skutečnosti však v doprovodu Sama a svých příbuzných Peregrina Brala a Smělmíra Brandoráda, známých jako Pipin a Smíšek, vyrazil směrem na východ. Ještě než opustili Kraj se ukázalo, že byli pronásledováni záhadnými Černými jezdci. Po dobrodružstvích ve Starém Hvozdu a Mohylových vrších, kde jejich výpravu dvakrát zachraňoval záhadný Tom Bombadil, se čtveřice hobitů šťastně dostala až do Hůrky. V Hůrce dostal Frodo od zdejšího hostinského Ječmínka Máselníka dopis, který mu zde zanechal Gandalf. Vůdcem jejich výpravy se stal čarodějův přítel, hraničář Aragorn známý jako Chodec, který Froda a jeho přátele zachránil při nočním útoku Černých jezdců.
Při další cestě na východ se hobiti vedení hraničářem zastavili na vrchu známém jako Větrov. Zde výpravu dohonili Černí jezdci. Froda svým morgulským ostřím těžce zranil Pán nazgûlů, avšak Aragornovi se podařilo Sauronovi služebníky obrátit na ústup. Nakonec se výpravě i díky pomoci elfa Glorfindela podařilo Roklinky dosáhnout.

### Ve Společenstvu prstenu
Frodova zranění pomohl vyléčit pán Roklinky Elrond, načež se sešla tzv. Elrondova rada, kde zástupci svobodných národů Středozemě řešili, co udělat se Sauronovým prstenem. Nakonec bylo rozhodnuto, že Prsten musí být zničen v Hoře osudu a Frodo se sám přihlásil jako Ten, kdo Prsten do Mordoru ponese. Členy Společenstva prstenu se kromě Froda stali Gandalf, Aragorn, elf Legolas, trpaslík Gimli, syn gondorského správce Denethora Boromir a nakonec i Frodovi přátelé Sam, Smíšek a Pipin. Ještě před odchodem z Roklinky pak Bilbo daroval Frodovi svou mithrilovou kroužkovou zbroj a meč Žihadlo.
Společenstvo zamířilo podél Mlžných hor směrem na jih. Když se však výpravě nepodařilo překonat hory průsmykem vedoucím okolo hory Caradhras, pokusil se Gandalf provést své společníky opuštěnými doly Morie. Při průchodu tímto starým trpasličím městem však společenstvo napadli skřeti a Gandalf padl do propasti při souboji s balrogem. Zbytek družiny se ze ztráty čaroděje vzpamatovával v nedalekém lese Lothlórienu, kde Frodo od paní Galadriel obdržel elfí plášť a lahvičku se světlem Eärendilovy hvězdy.
Z Lothlórienu pokračovali členové Společenstva prstenu dál na jih po řece Anduině. Nedaleko Rauroského vodopádu u Amon Henu se však Boromir pokusil Prstenu zmocnit násilím a Frodo se proto rozhodl opustit zbytek své družiny a pokračovat v cestě do Mordoru sám. Nakonec s sebou vzal pouze svého přítele Sama.

### Cesta k Hoře osudu
Po rozpadu Společenstva pokračoval Frodo doprovázený Samem do kopců Emyn Muil. Zde oba hobity dohnal jejich pronásledovatel, tvor známý jako Glum. Frodovi se Samem se podařilo Gluma přemoci, načež jej ušetřili za jeho slib, že jim ukáže cestu do Mordoru. Když se trojici nepodařilo proniknout do Mordoru Černou branou nabídl se Glum, že provede oba hobity do Sauronovy země tajnou cestou. Glum, který se však chtěl zmocnit Frodova prstenu, dovedl oba nic netušící hobity až do doupěte pavoučice Oduly. Odula bodla Froda svým žihadlem, ale Sam ji hrdinně zahnal. Následně podlehl dojmu, že je bodnutý Frodo mrtvý a byl připraven pokračovat v cestě osamocen. Na místo jejich souboje s obří pavoučicí však záhy přišli skřeti, kteří odnesli Frodovo tělo do věže Cirith Ungol. Sam odposlechem jejich rozhovoru zjistil, že Frodo byl pavoučím jedem pouze paralyzován. Jakmile dva skřetí oddíly zaměstnal spor o Frodovy cennosti, podařilo se Samvědovi zajatého Froda ze skřetí věže v Cirith Ungol vysvobodit.
Ve skřetím převleku poté Frodo a Sam doputovali až k puklinám Hory osudu, kde jedině mohl být Sauronův prsten zničen. Uvnitř Hory osudu Frodo podlehl vůli Prstenu a odmítl jej zničit, načež byl napaden Glumem, který mu Prsten ukousnul z ruky společně s prstem. Glum však i s Prstenem padl do lávy a Vládnoucí prsten společně se Sauronovým duchem tak byl definitivně zničen. Před smrtí v ohni vybuchující Hory osudu pak Froda a Sama zachránili velcí orli, kteří je odnesli do bezpečí a hobiti tak znovu spatřili své přátele.

### Po zničení Prstenu
Po oslavách vítězství a korunovaci krále Elessara se Frodo, Sam, Smíšek a Pipin vydali na cestu zpět do Kraje. Jejich domov však v jejich nepřítomnosti obsadili zlí lidé sloužící čaroději Sarumanovi. Frodo se svými přáteli zorganizovali proti těmto vetřelcům povstání, které vyvrcholilo vítězstvím hobitů nad Sarumanovými sluhy v bitvě u Povodí. Čarodějovou porážkou definitivně skončila válka o prsten.
I přesto, že válka skončila a Vládnoucí prsten byl zničen, Frodo se už nikdy nevypořádal se vším, co zažil a jeho zranění morgulským ostřím se nikdy zcela nezahojilo. Po dvou letech od zničení Prstenu, 29. srpna 3021 T. v., společně s Bilbem, Gandalfem, Elrondem, Galadriel a dalšími elfy nastoupil v Šedých přístavech na loď a opustil Středozem. Společně odpluli přes moře na západ k ostrovu Tol Eressëa, čímž skončil třetí věk.

## Adaptace

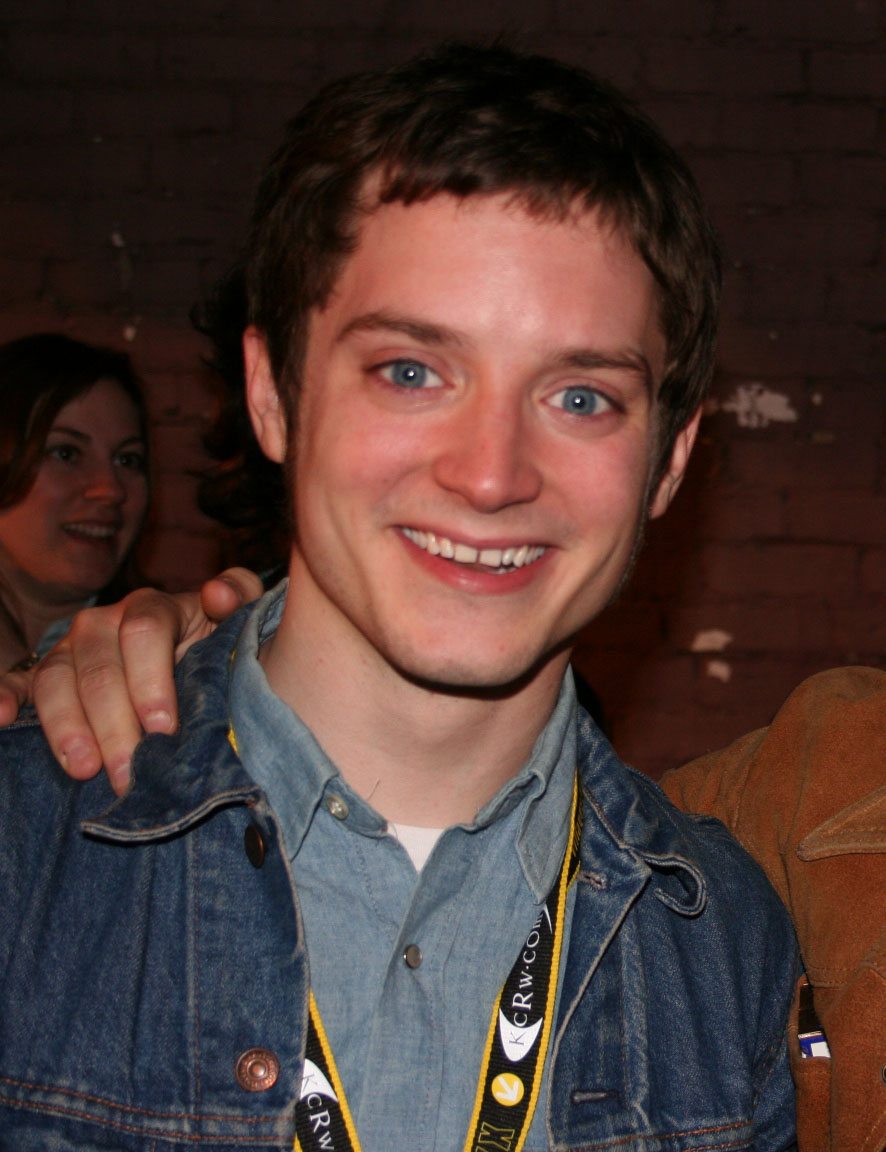
Elijah Wood, představitel Froda ve filmové trilogii režiséra Petera Jacksona

Tolkienova trilogie se dočkala mnoha filmových adaptací. V animovaném filmu Ralpha Bakshiho z roku 1978 namluvil postavu Froda anglický herec Christopher Guard. O dva roky později v animovaném filmu The Return of the King zapůjčil této postavě hlas americký herec Orson Bean. V ruské adaptaci Chranitěli z roku 1991 jej hrál Valerij Ďjačenko.
Ve filmové trilogii Pán prstenů natočené režisérem Peterem Jacksonem v letech 2001 až 2003 ztvárnil postavu Froda americký herec Elijah Wood. Do češtiny jeho postavu nadaboval Jan Maxián. V české filmové parodii Pár Pařmenů je hlavní postava filmu autory přejmenována na Fritola Šourka.